# Haus der Nachhaltigkeit
Das Haus der Nachhaltigkeit ist ein vom rheinland-pfälzischen Umwelt- und Verbraucherschutzministerium betriebenes Projekt im Weiler Johanniskreuz in der Gemeinde Trippstadt inmitten des Pfälzerwalds im Biosphärenreservat Pfälzerwald-Vosges du Nord.

## Konzept
Ziel des Hauses ist es, das Konzept der Nachhaltigkeit an seine vor allem erwachsenen Besucher zu vermitteln. Das Haus der Nachhaltigkeit ist Teil des Effizienz-Netz Rheinland-Pfalz (EffNet), das sich eine bessere Ressourceneffizienz zur Aufgabe gemacht hat.

## Gebäude
Beim Haus der Nachhaltigkeit handelt es sich um ein modernes Haus aus heimischem Holz und Lehm, das als Beispiel für nachhaltiges Wohnen und Bauen dient. Den Strombedarf liefert eine Photovoltaikanlage, die Wärme wird durch eine Holzpellet-Heizung erzeugt. Den Wasser-Bedarf deckt der Regen. Der in der Nähe vorhandene Wald ist Teil des Konzepts.

## Ausstellung und Veranstaltungen
In einer Ausstellung gibt das Haus der Nachhaltigkeit Anregungen für ökologisches und gesundes Wohnen und Bauen. Es ist das wichtigste Ausstellungsstück. Da sich das Haus nur unweit der deutsch-französischen Grenze befindet, wird die Ausstellung sowohl auf Deutsch als auch auf Französisch erklärt. Dazu finden Themenwochen, Vorträge und Lehrgänge rund um das Thema Nachhaltigkeit statt.